# En katt i Paris
En katt i Paris (franska: Une vie de chat) är en fransk-nederländsk-belgisk-schweizisk animerad film från 2010 i regi av Alain Gagnol och Jean-Loup Felicioli.

## Handling
En katt som heter Dino lever ett dubbelliv: han tillbringar sina dagar med Zoé, dotter till Jeanne, poliskommissarie, men på natten följer han med en tjuv, Nico, på Paris tak. Medan Zoés mamma undersöker nattliga inbrott, kidnappar en annan gangster, Victor Costa, den lilla flickan.

## Rollista
- Dominique Blanc — Jeanne
- Bruno Salomone — Nico
- Jean Benguigui — Victor Costa
- Bernadette Lafont — Claudine
- Bernard Bouillon — Lucas
- Jacques Ramade — monsieur Bébé
- Patrick Descamps — gangster
- Patrick Ridremont — gangster
- Jean-Pierre Yvars — gangster
- Oriane Zani — Zoé

### Svenska röster
- Anna Engh — Jeanne
- Johan Reinholdsson — Nico
- Mathilda Knutsson — Zoé
- Gunilla Orvelius — Claudine
- Roger Storm Victor — Victor Costa
- Nick Atkinson — Lucas
- Anders Öjebo — väktare / monsieur Bébé
- Andreas Eriksson — polis / man
- Cecilia Lundh — kvinna / gammal kvinna
- Christian Jernbro — man / polis
- Linus Lindman — väktare
- Daniel Bergfalk — man / radioröst
- Nick Atkinson — Lucas
- Niclas Ekholm — monsieur Grenouille
- Peter Kjellström — monsieur Hulot / väktare
- Ole Ornered — monsieur Patate

- Svensk version producerad av KM Studio/Wim Pel Productions[8]